# بوناد ستسدال

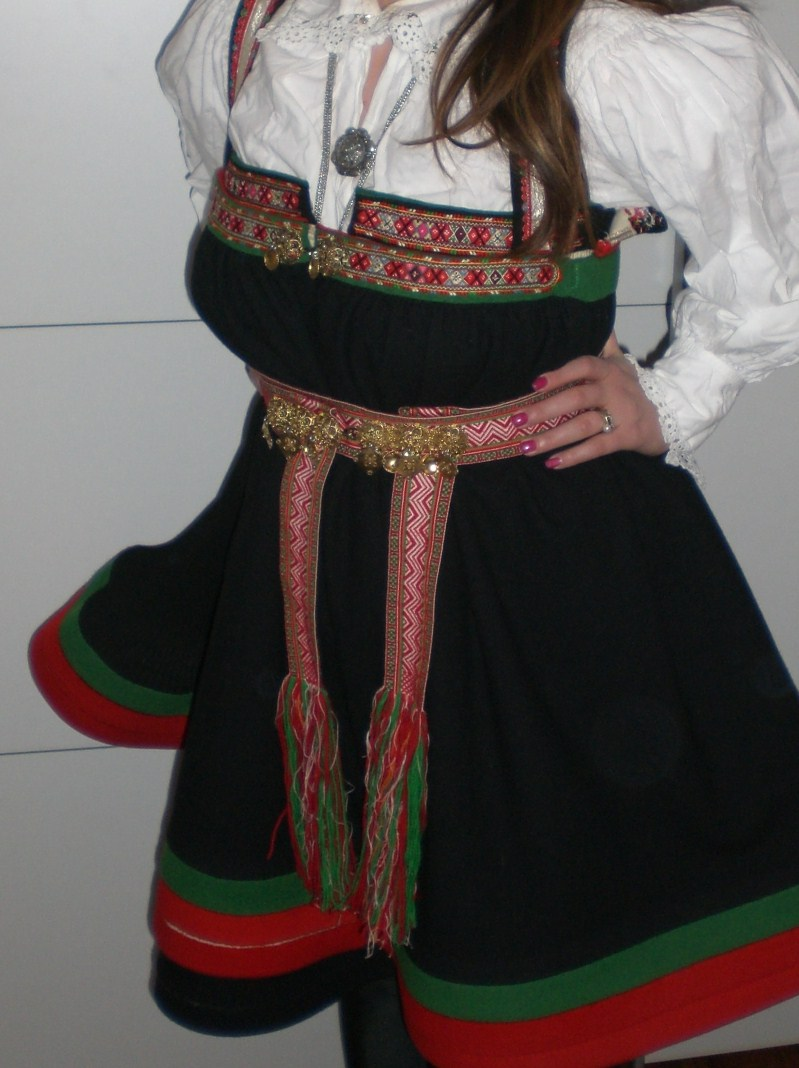
بوناد ستسدال زنانه

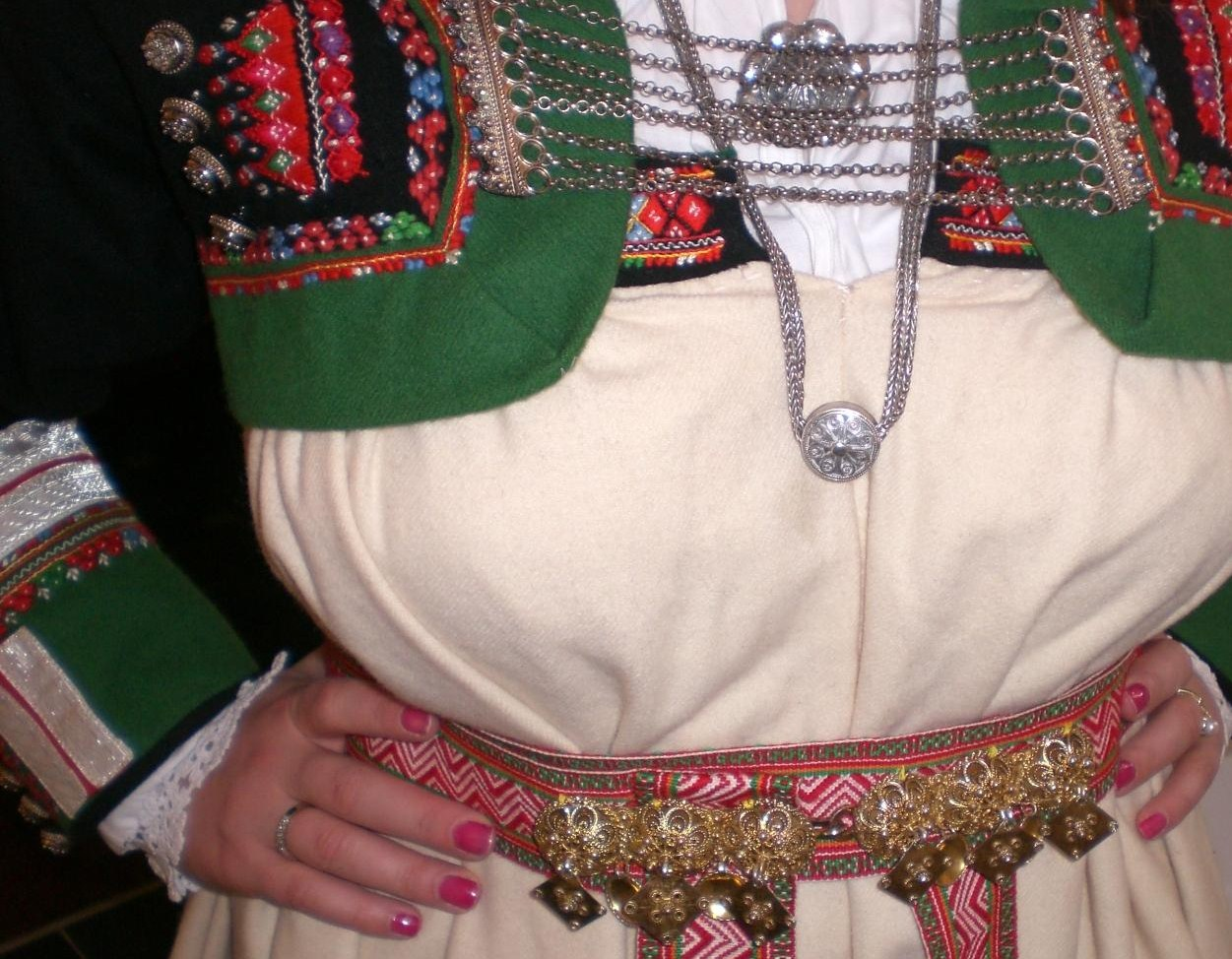
پوشیدن بوناد ستسدال به همراه جواهرات نقره‌ای

بوناد ستسدال یا تن‌پوش فولک زنانه منطقه واله، نام یک بوناد محلی مخصوص منطقه واله در بخش ستسدال در استان اوست اگدر در کشور نروژ است. از این تن‌پوش در جشن‌ها و سالگردهای خاص، ازجمله روز قانون اساسی نروژ در ۱۷ مه هر سال، استفاده می‌شود. همچنین یک بوناد سنتی ستسدال برای مردان وجود دارد. نوع مردانه با یک تکه چرمی در پشت آن تزئین می‌شود.

## نگارخانه

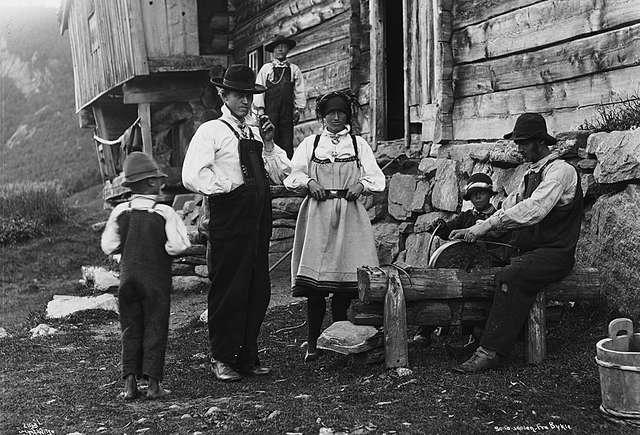
تصویر از مردم محلی در بونادهای ستسدال
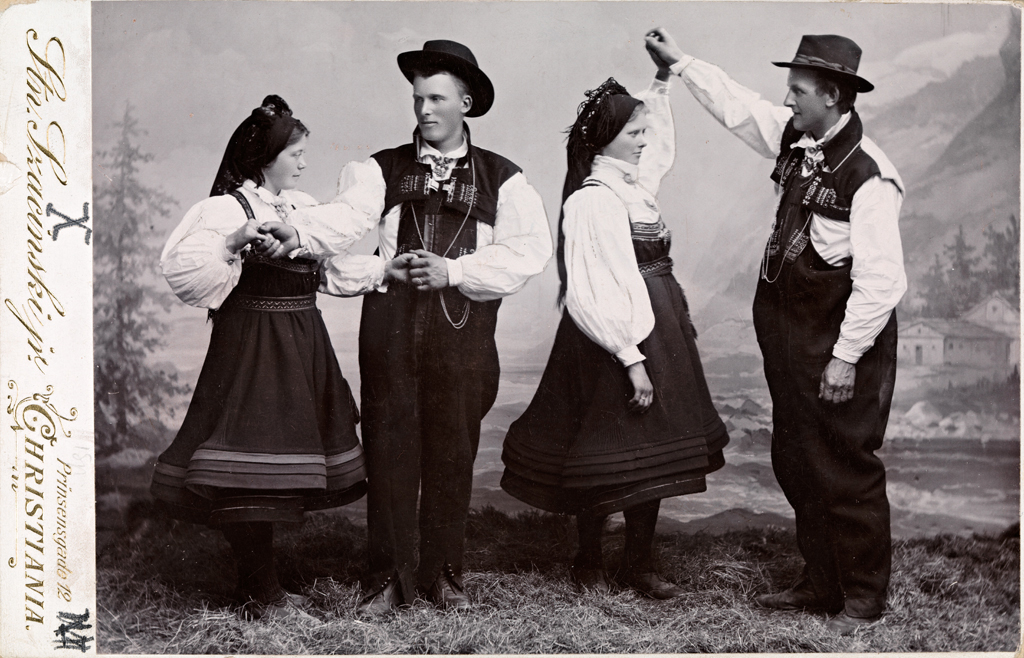
تصویری از تعدادی جوان در حال رقص با بونادهای ستسدال در سال ۱۹۰۵ میلادی
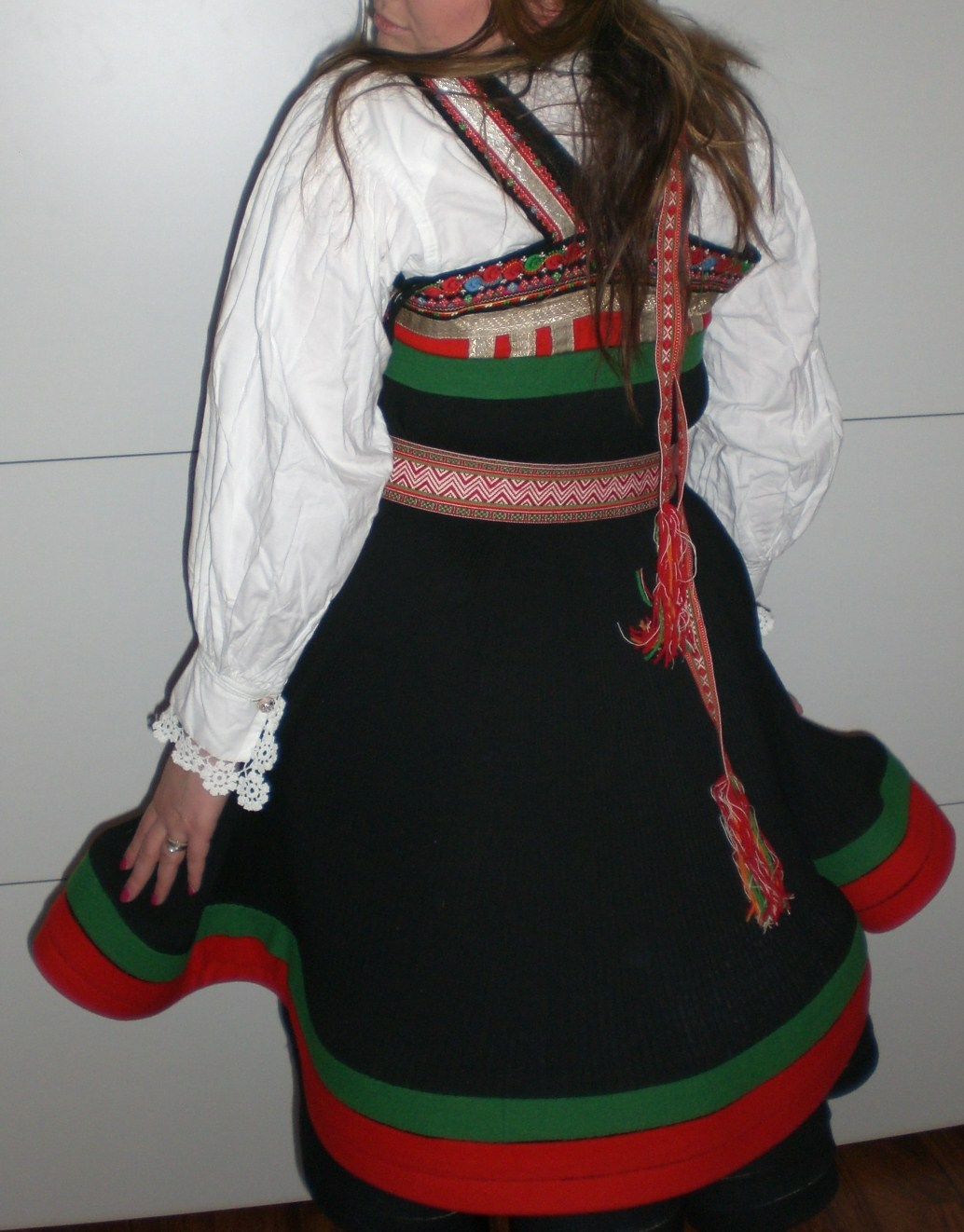
بوناد ستسدال زنانه از پشت
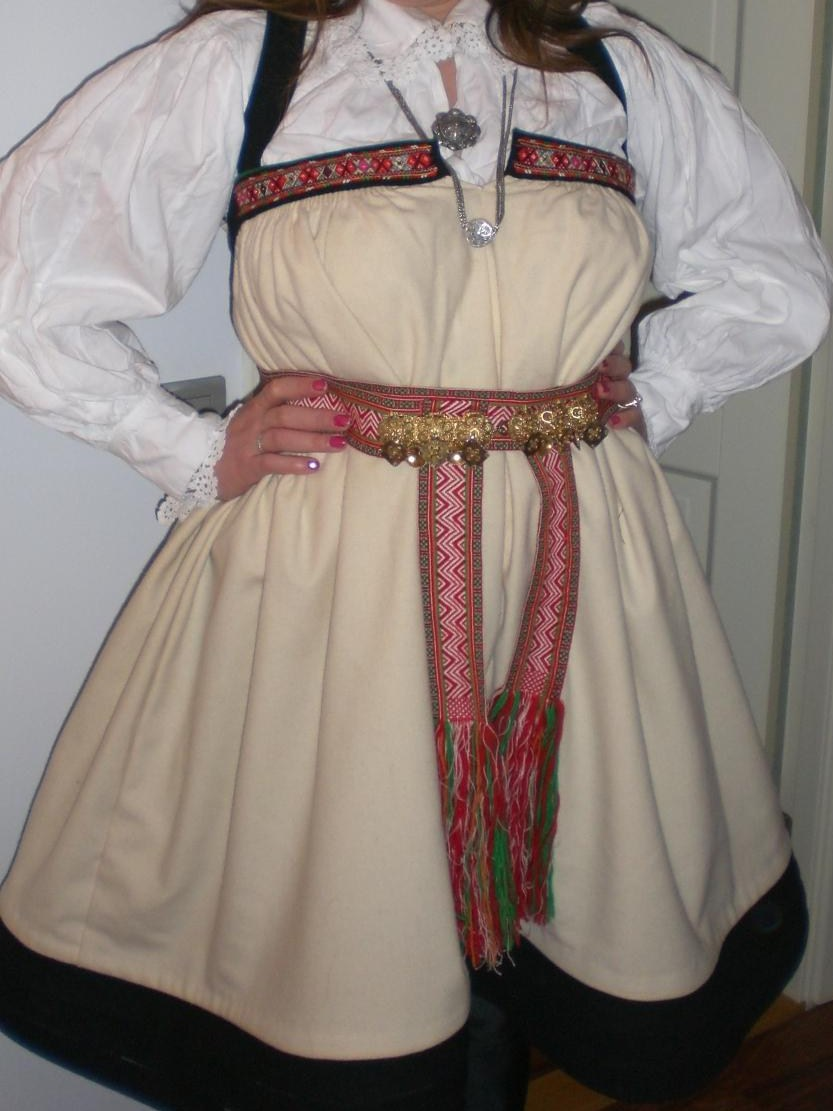
بوناد ستسدال زنانه مخصوص تابستان
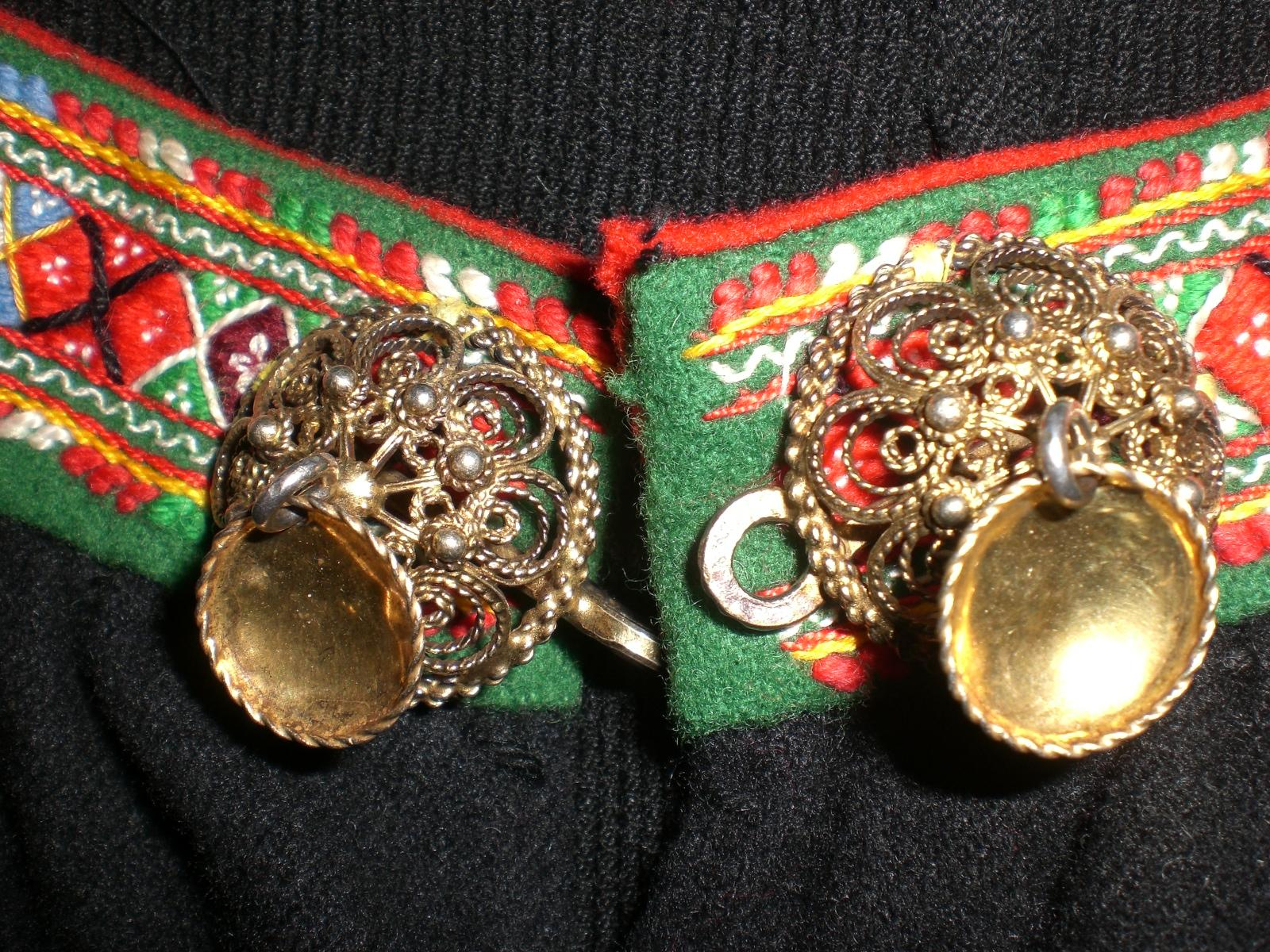
تزئینات بوناد ستسدال
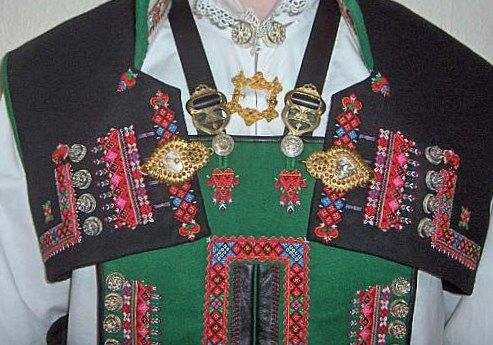
بوناد ستسدال مردانه
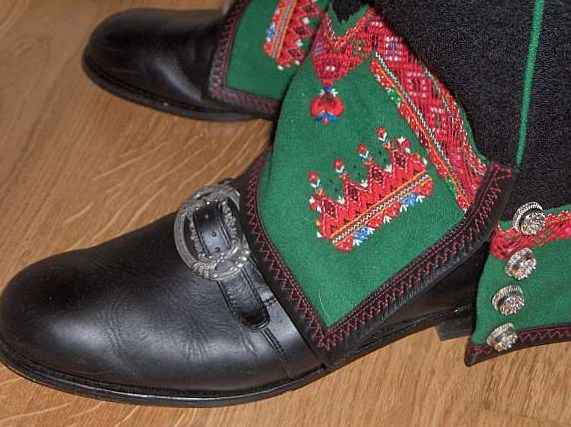
بوناد ستسدال مردانه
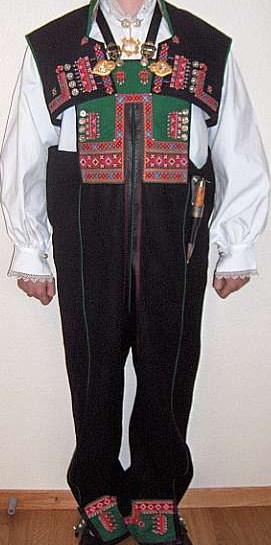
قسمت جلویی بوناد ستسدال مردانه
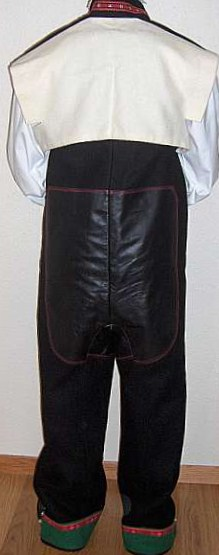
بوناد ستسدال مردانه از پشت